# Miroslav Brozović
Miroslav Brozović (ur. 26 sierpnia 1917 w Mostarze, zm. 5 października 2006 tamże) – piłkarz chorwacki grający na pozycji obrońcy. W swojej karierze rozegrał 17 meczów w reprezentacji Chorwacji. Wystąpił także 17 razy w reprezentacji Jugosławii.

## Kariera klubowa
Swoją karierę piłkarską Brozović rozpoczął w rodzinnym Mostarze, w klubie JŠK Mostar. Grał w nim w latach 1933–1935. W 1935 roku przeszedł do chorwackiego zespołu HŠK Građanski Zagrzeb. Grał w nim do 1945 roku, czyli do czasu rozwiązania drużyny. W sezonach 1936/1937 i 1939/1940 wywalczył z Građanskim dwa mistrzostwa Jugosławii. Z kolei w 1943 roku został mistrzem Chorwacji.
W 1945 roku po rozwiązaniu Građanskiego Zagrzeb i utworzeniu na jego miejsce Dinama Zagrzeb Brozović odszedł do Partizana Belgrad. W sezonie 1946/1947 wywalczył z Partizanem dublet – mistrzostwo oraz Puchar Jugosławii. W 1948 roku przeszedł do FK Sarajevo, gdzie grał do końca swojej kariery, czyli do 1953 roku.

## Kariera reprezentacyjna
W reprezentacji Jugosławii Brozović zadebiutował 29 września 1940 roku w zremisowanym 0:0 spotkaniu Pucharu Dunaju 1940 z Węgrami. W 1948 roku zagrał na Igrzyskach Olimpijskich w Londynie. Przyczynił się na nich do zdobycia przez Jugosławię srebrnego medalu. W reprezentacji Jugosławii od 1940 do 1948 roku rozegrał 17 meczów.
2 maja 1940 Brozović roku zanotował debiut w reprezentacji Chorwacji w sparingu z Węgrami (0:1). W kadrze Chorwacji od 1940 do 1944 roku wystąpił 17 razy.
Zmarł 5 października 2006 w Mostarze.